# Totally Spies! Le Film
Totally Spies! Le Film (no Brasil: Três Espiãs Demais: O Filme ou em Portugal: As Espias - O Filme) é um filme de animação de 2009 de 2D francês, baseado na animação criada pela Marathon Media, Totally Spies! (conhecida no Brasil como Três Espiãs Demais, e como As Espiãs em Portugal). O filme começou sua produção em 2008, e foi lançado no dia 22 de julho na França em 2009. No Brasil, o filme foi lançado no dia 23 de novembro de 2011, às 20h no Cartoon Network, e no dia 14 de setembro de 2013 na Rede Globo. Também, o filme foi lançado em DVD no Brasil pela California Filmes.

## Sinopse
Recém-chegadas na escola de Beverly Hills, Sam, Clover e Alex são recrutadas por Jerry e Tad, as cabeças da WOOHP, a Organização Mundial de Proteção Humana, e então tornarem-se espiãs internacionais.
Após uma séria formação, as meninas são enviadas em sua primeira missão por Jerry, o chefe da WOOHP. Porém, não sabem que Tad, na verdade, não gosta de tal ideia. Nesta missão, elas têm que resolver misteriosos desaparecimentos em todas as partes de Los Angeles.
As três espiãs logo se dão conta que as pessoas desaparecidas foram todas "fabulizadas" - ou seja, após entrar em uma máquina bem estranha elas ficam completamente transformadas! O vilão, Fabu, planeja criar um mundo ideal, povoada por pessoas "fabulosas", que se parecem muito como ele, e que viveram em uma estação espacial, depois que ele destrua o mundo com todos os que se recusam à aceitar a sua visão do mundo fabuloso. Agora a própria espontaneidade e criatividade das três espiãs, Sam, Clover e Alex, terá que salvá-las em sua primeira missão.

## Personagens
- Sam: De longos cabelos ruivos e olhos verdes. Sam é a mais intelectual e inteligente do Trio. Sendo declarada a mais sagaz, é a líder do grupo, às vezes se tornando um pouco mandona. Sendo a mais inteligente, às vezes se declara a ser uma nerd. Sam adora fazer compras, ir a salões de beleza e sair com suas amigas, dublada por Rita Almeida.

- Clover: Ela esta sempre preocupada com a aparência, em arranjar um novo namorado e com as tendências da moda. Ela é a que menos se preocupa com a espionagem, normalmente se preocupa mais com sua vida social. Embora seja mais preocupada com o material e o superficial, ela dá importância as suas amizades, também à suas missões como espiã. Ela parece ser a mais extravagante da equipe. Ela geralmente adiciona a palavra "muito" quando fala de algo que gosta, dublada por Adriana Pissardini.

- Alex: Ela é a mais atlética da equipe. Adora esportes, principalmente futebol. Ela também é a mais ingênua e optimista do grupo, e às vezes se mostra um pouco lenta. Alex têm como maior características alegrar suas amigas, e muitas das vezes acaba causando disputas no trio. Apesar de ser atlética, muitas vezes é bem desajeitada. Ela geralmente usa roupas esportivas, dublada por Melissa Garcia.

- Jerry: Jerry é o chefe da WOOHP, à fundou e à dirige até hoje.  Nasceu na Inglaterra, e é muito inteligente e até um pouco esnobe às vezes. Antes de se tornar líder da WOOHP, ele era um espião, e têm grande experiência. Ele têm grande confiança nas espiãs, e não hesita em enviar garotas em aventuras muito perigosas! Más, ele realmente é como um segundo pai para as espiãs, ele as ama e quer protegê-las sempre,[7] dublado por Luiz Laffey.

- Fabu: É um ex-modelo malcriado, que teve uma carreira que literalmente durou apenas 5 segundos. Na sua infância, todos riam dele por sua aparência e por seu gosto, então ele decide que é melhor se todos se parecem com ele, e cria máquinas que fazem isso acontecer, dublado por Marcelo Campos.

- Teddy: Ele é o melhor espião da WOOHP, e também grande um amigo de Jerry, até que a chegada das três espiãs. Ele participa no recrutamento e teste das espiãs, mas ele tem dúvidas sobre a capacidade das meninas para serem agentes potenciais quando ele vê o desastre que elas aprontam! Além de ser um espião brilhante, também é um rapaz muito bonito, e é claro que Clover imediatamente se apaixona por ele!,[8] dublado por Silvio Giraldi.

- Madame Scritch: É diretora da escola de Beverly High. É uma senhora muito rigorosa, uma alfaiate que usa um monóculo, o qual lhe dá um ar de autoridade. Madame Scritch quer sempre manter a ordem onde quer que ela esteja. Ela está sempre à espreita. Ela desconfia das espiãs, e as monitora, principalmente à Sam.[9]

- Peppy Garou: Ele é um treinador psicológico dos animais, é reconhecido como especialista em psicanálise para os animais dos ricos e famosos. Ele recebe celebridades e seus amigos animais em seu chique Centro para Animais de Celebridades em Beverly Hills. Porém, as espiãs têm que descobrir o que aconteceu com ele, porque o médico desaparece sem deixar rasto.[10]

- Groin Groin: Groin Groin é um porco que as meninas salvaram durante a "Operação Maki" no início do filme, pois ele fugiu de uma loja de animais por uma janela quebrada. Alex adora o pequeno animal, e então decide tomar conta dele. Groin Groin é na verdade de grande ajuda em sua missão.[11]

- Rob Ídolo: Rob é a sensação pop do momento, que deixa todas as meninas loucas. Elas não conseguem resistir ao seu charme devastador. É um homem jovem e esbelto, com um look devastador. Porém, suas músicas são horríveis. Em um show, toda a multidão está esperando seu show, gritando o seu nome, porém Rob Ídolo desaparece.[12]

## Lançamento
| País            | Título                           | Data de Lançamento                                                                      | Distribuidora                                                                  |
| --------------- | -------------------------------- | --------------------------------------------------------------------------------------- | ------------------------------------------------------------------------------ |
| America Latina  | Totally Spies! La Película       | 23 de Novembro, 2011 (TV paga)                                                          | Cartoon Network                                                                |
| Austrália       | Totally Spies! The Movie         | 7 de Outubro, 2010 (DVD)                                                                | Rialto Entertainment                                                           |
| Bélgica         | Totally Spies! Le Film           | 28 de Outubro, 2009 (Cinema)                                                            | Les Films de l'Elysée                                                          |
| Brasil1         | Três Espiãs Demais: O Filme      | 23 de Novembro, 2011 (TV paga) 17 de Abril, 2012 (DVD) 14 de Setembro, 2013 (TV aberta) | Cartoon Network California Filmes Rede Globo                                   |
| Espanha         | Espies de Veritat: La Pel·licula | 6 de Dezembro, 2012 (TV) (Catalão)                                                      | Canal Super3                                                                   |
| Estados Unidos1 | Totally Spies! The Movie         | 25 de Abril, 2010 (TV paga)                                                             | Cartoon Network                                                                |
| Filipinas1      | Totally Spies! The Movie         | 27 de Fevereiro, 2010 (TV)                                                              | Disney Channel Asia                                                            |
| França          | Totally Spies! Le Film           | 22 de Julho, 2009 (Cinema) 3 de Fevereiro, 2010 (DVD) 25 de Outubro, 2011 (DVD)         | Mars Films Distribution Studio 37 Fox Pathé Europa (2010) Orange Studio (2011) |
| Itália          | Totally Spies! Il Film           | 6 de Dezembro, 2011 (DVD) 6 de Dezembro, 2011 (Blu-ray)                                 | Mikado                                                                         |
| Luxemburgo      | Totally Spies! Le Film           | 28 de Outubro, 2009 (Cinema)                                                            | Les Films de l'Elysée                                                          |
| Malásia1        | Totally Spies! The Movie         | 27 de Fevereiro, 2010 (TV)                                                              | Disney Channel Asia                                                            |
| Nova Zelândia   | Totally Spies! The Movie         | 21 de Janeiro, 2010 (DVD)                                                               | Rialto Entertainment Vendetta Films                                            |
| Países Baixos   | Totally Spies! De Film           | 14 de Outubro, 2009 (Cinema) 10 de Março, 2010 (DVD)                                    | Independent Films Warner Home Video                                            |
| {{POR}}         | As Espias! O Filme               | 1 de Janeiro, 2017 (TV Aberta)                                                          | Canal Panda Portugal                                                           |
| Suíça           | Totally Spies! Le Film           | 22 de Julho, 2009 (Cinema)                                                              | Dream World                                                                    |
| Turquia         | Casus Kızlar                     | 23 de Outubro, 2009 (Cinema)                                                            | UIP Filmmaking                                                                 |

1: Países em qual o filme foi lançado diretamente na televisão.

## Referencias
1. ↑  ANMTV. «Três Espiãs Demais: série e filme estreiam em novembro no Cartoon Network (em português)» 🔗
2. ↑  http://anmtv.xpg.uol.com.br/filme-de-tres-espias-demais-neste-sabado-na-tv-globinho/ Em falta ou vazio |título= (ajuda)
3. 1 2  California Filmes.  http://californiafilmes.com.br/acervo/tres-espias-demais/ Em falta ou vazio |título= (ajuda)
4. 1 2  California Filmes. Livraria Cultura http://www.livrariacultura.com.br/scripts/resenha/resenha.asp?nitem=29635519&termo=espias%20demais Em falta ou vazio |título= (ajuda)
5. 1 2  Livraria Saraiva. California Filmes http://www.livrariasaraiva.com.br/produto/4052014 Em falta ou vazio |título= (ajuda)
6. ↑  Marathon. «Totally Spies! Le Film Résumé (em francês)» 🔗
7. ↑  Marathon. «Totally Spies! Le Film (Personagens - Jerry) (em francês)» 🔗. Consultado em 27 de novembro de 2009. Arquivado do original em 29 de janeiro de 2015
8. ↑  Marathon. «Totally Spies! Le Film (Personagens - Tad) (em francês)» 🔗
9. ↑  Marathon. «Totally Spies! Le Film (Personagens - Madame Scritch) (em francês)» 🔗
10. ↑  Marathon. «Totally Spies! Le Film (Personagens - Peppy Garou) (em francês)» 🔗
11. ↑  Marathon. «Totally Spies! Le Film (Personagens - Groin Groin) (em francês)» 🔗. Consultado em 27 de novembro de 2009. Arquivado do original em 9 de janeiro de 2010
12. ↑  Marathon. «Totally Spies! Le Film (Personagens - Rob Ídolo) (em francês)» 🔗
13. ↑  http://www.anmtvla.com/2011/09/cartoon-network-estrena-serie-y.html Em falta ou vazio |título= (ajuda)
14. ↑  http://www.ezydvd.com.au/DVD/totally-spies-the-movie/dp/815117 Em falta ou vazio |título= (ajuda)
15. ↑  Cinopsis. «Totally Spies! Le Film Première au Belgique  (em francês)» 🔗
16. ↑  Cinenews. «Totally Spies! Le Film Première au Belgique le 28! (em francês)» 🔗. Consultado em 27 de dezembro de 2009. Cópia arquivada em 13 de dezembro de 2009
17. ↑  http://www.infoanimation.com.br/2012/04/filme-do-desenho-tres-espias-demais.html Em falta ou vazio |título= (ajuda)
18. ↑  http://www.animecion.com/tv-totally-spies-la-pelicula-en-super-3/ Em falta ou vazio |título= (ajuda)
19. ↑  http://www.super3.cat/psuper3/sp3Item.jsp?idint=3930&item=programa&seccio=serie Em falta ou vazio |título= (ajuda)
20. 1 2  Disney Channel Asia. «Totally Spies! The Film (em inglês)» 🔗
21. ↑  Allocine. «Totally Spies! Le Film Première (em francês)» 🔗
22. ↑  Mars Film Distribution.  http://www.marsfilms.com/film/totally_spies__le_film Em falta ou vazio |título= (ajuda)
23. ↑  http://www.orange-studio.fr/film/40/totally-spies.html Em falta ou vazio |título= (ajuda)
24. ↑  http://www.dvdfr.com/dvd/f46389-totally-spies-le-film.html Em falta ou vazio |título= (ajuda)
25. ↑  http://www.dvdfr.com/dvd/f53764-totally-spies-le-film.html Em falta ou vazio |título= (ajuda)
26. ↑  http://www.amazon.it/Totally-Spies-Pascal-Jardin-II/dp/B005Z9DSXW/ref=sr_1_1?s=dvd&ie=UTF8&qid=1405039968&sr=1-1&keywords=totally+spies Em falta ou vazio |título= (ajuda)
27. ↑  http://www.amazon.it/Totally-Spies-Pascal-Jardin-II/dp/B005Z9DTAY/ref=sr_1_6?s=dvd&ie=UTF8&qid=1405039968&sr=1-6&keywords=totally+spies Em falta ou vazio |título= (ajuda)
28. ↑  Cinopsis. «Totally Spies! Le Film Première au Luxembourg (em francês)» 🔗
29. ↑  Rialto. «Totally Spies - The Movie  (em inglês)» 🔗. Consultado em 4 de fevereiro de 2010. Cópia arquivada em 21 de maio de 2010
30. ↑  Rialto NZ. «Totally Spies - The Movie!  (em inglês)» 🔗
31. ↑  PopCornMeter. «Totally Spies! De Film (em holandês)» 🔗
32. ↑  http://www.bol.com/nl/p/totally-spies-de-film/1002004007959339/#product_specifications Em falta ou vazio |título= (ajuda)
33. ↑  http://www.wehkamp.nl/entertainment/dvd/kinderen-familie/totally-spies-de-film-(dvd)/C25_5E3_E3D_185787/?BC=KEL&cm_mmc_o=swkLBBCjCHEfwyfzbEFwEfCjCKeKCjCvoDIoI&cm_mmca1=15244-AE3AA136-0D73-4CA2-9212-ED5E55725141 Em falta ou vazio |título= (ajuda)
34. ↑  http://www.eci.nl/film/totally_spies_de_film-dvd-5051888047187?utm_source=google&utm_medium=cpc&utm_content=5051888047187&utm_campaign=adchieve&gclid=CLG5zteSvL8CFRAV7AodUWAAJg Em falta ou vazio |título= (ajuda)
35. ↑  Cine CH. «Totally Spies! Le Film en Suisse (em francês)» 🔗
36. ↑  Cineman. «Totally Spies! Le Film in der Schweiz (em alemão)» 🔗
37. ↑  Sinemalar. «Casus Kızlar (em turco)» 🔗